# Osztás (nyomdai művelet)

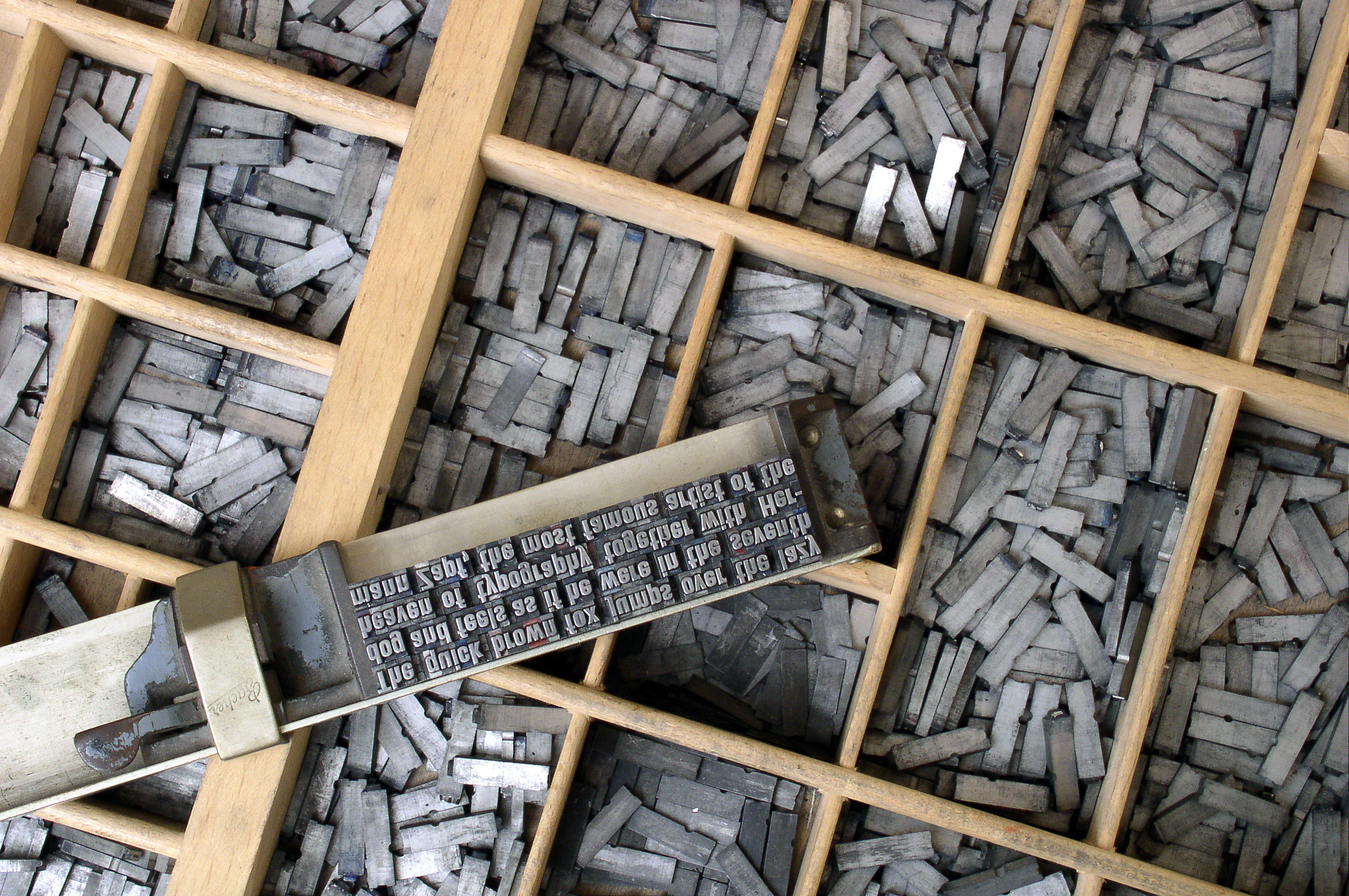
Ólombetűk szedés vagy visszaosztás közben

Osztás vagy más néven felrámolás nyomdaipari művelet, ami a kéziszedő szakmunkás feladata volt, abban az időben, amikor még újrafelhasználható ólombetűket használtak a magasnyomáshoz. A nyomtatás után a kiszedett oldalak visszakerültek a szedőterembe. A megfelelő tisztítás után egy rutinos, tapasztalt szedő szétszedte az oldalakat, méret és betűtípus szerint szétválogatta, majd a képen látható, sorjázónak nevezett szerkezetből visszaosztotta a szedőszekrény megfelelő rekeszeibe. Mivel ez nem alkotó munka volt, általában nem szerették csinálni, holott nagy precizitást igényelt, mert a kéziszedő a következő munka szedése során nem nézte, hogy mit vesz ki, hanem az ismert fakkból kiszedte a megfelelő betűt, és ha rossz volt a visszaosztás, rossz betűt emelt ki. A legnagyobb hibának az számított, amikor más betűtípushoz osztotta vissza a szedést, mert így az egész fiókot át kellett válogatni, ami igen időigényes feladat volt. Mivel az ólombetű eltűnt a nyomdaiparból, ez a művelet egy kihalt szakma megszűnt műveletévé vált.